# سوق الذهب (غزة)

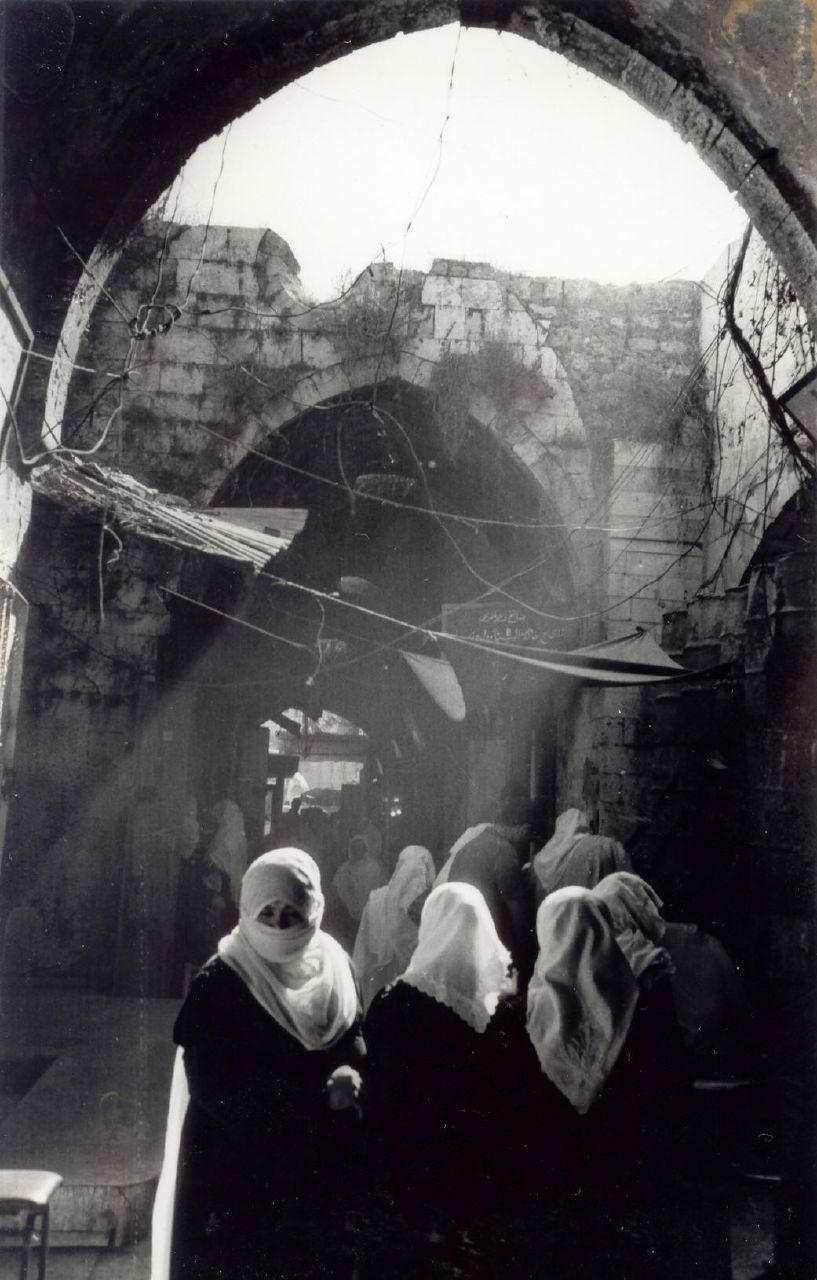
نساء في سوق الذهب بغزة

سوق الذهب، أو ما يُعرف بـسوق القيسارية، هو أحد أقدم وأبرز المعالم التاريخية في مدينة غزة، ويُعدّ شاهدًا حيًا على عراقة المدينة وتراثها الثقافي والتجاري.وهو مركز لتداول وشراء الذهب، وموقع لصرف العملات الأجنبية.

## التاريخ
أمر قاضي غزة الشيخ شمس الدين زنكي الحمصي ببناء سوق الذهب في عام 1476 م، أبان حكم المماليك في فلسطين. السوق كان جزأ من السوق الكبير ولكن تم تدمير معظم المنطقة من قبل الجيش البريطاني خلال الحرب العالمية الأولى.
طوال معظم القرنين 20 و 21، كان يزار السوق في الغالب من قبل الشباب والشابات المخطوبين حديثا لأنتقاء الذهب والمجوهرات لزواجهم، وايضا زواره من النساء اللاتي يقمن بشراء الذهب كهدايا لبناتهن حسب عادات أهل غزة. ولكن بسبب نقص المواد الغذائية الناشئة في غزة من الحصار الإسرائيلي لقطاع غزة، يتوافد على سوق الذهب كبار السن لبيع ما يمتلكون من ذهب لتوفير الاموال لأسرهم بسبب ضيق الاحوال. وخلال العدوان الاسرائيلي الأخير على قطاع غزة دمّرت غارة إسرائيلية سوق الذهب التاريخي.

## الموقع الجغرافي
يقع السوق في البلدة القديمة بمدينة غزة، تحديدًا في حي الدرج، ويجاور من الجهة الجنوبية شارع عمر المختار الرئيسي.، أحد أقدم مساجد المدينة. يمتد السوق بمحاذاة شارع عمر المختار، الشريان الرئيسي للمدينة، مما منحه موقعًا استراتيجيًا هامًا.

## التاريخ
- التأسيس: أُنشئ السوق في القرن الرابع عشر الميلادي، خلال حكم السلطان المملوكي الناصر محمد بن قلاوون، بواسطة الأمير تنكز الناصري، وذلك في شهر محرم من عام 730هـ/1329م.

- التسمية: سُمّي بـ"القيسارية" نسبةً إلى الطراز المعماري الذي يُشبه الأسواق المسقوفة في المدن الإسلامية، والتي كانت تُعرف بهذا الاسم.

## التصميم المعماري
- الهيكل: يتميز السوق بتصميمه المستطيل، ويضم 44 متجرًا: 21 في الجهة الشمالية و23 في الجهة الجنوبية.
- الأسقف: مغطاة بأقبية حجرية مقوسة، تسمح بمرور الضوء الطبيعي، مما يضفي أجواءً فريدة داخل السوق.

- المداخل: يحتوي على مداخل متعددة، أبرزها المدخل الشرقي الذي يعلوه عقد مدبب كبير، يُعد من العناصر المعمارية المميزة للسوق.
- الترميمات: خضع السوق لعدة عمليات ترميم خلال العقود الماضية، بهدف الحفاظ على طابعه التاريخي والمعماري.. تُبذل جهود محلية ودولية لإعادة بناء السوق والحفاظ على ما تبقى من تراثه، كجزء من الهوية الثقافية للمدينة.[2]

## الدور الاقتصادي والاجتماعي
- الأنشطة: كان السوق مركزًا لبيع الذهب والمجوهرات، ويقصده المقبلون على الزواج لشراء الحُلي، بالإضافة إلى النساء لاقتناء الهدايا.

- الأهمية: يُعتبر السوق جزءًا من النسيج الاجتماعي والاقتصادي لغزة، حيث يُمثل تقليدًا متوارثًا في المناسبات والأفراح.

## التدمير والاعتداءات
- الحرب العالمية الأولى: تعرض السوق لأضرار جسيمة جراء قصف الجيش البريطاني في 15 أبريل 1915م، مما أدى إلى تدمير أجزاء كبيرة منه.

- العدوان الإسرائيلي 2023: في 5 يوليو 2024، دمرت طائرات الاحتلال الإسرائيلي السوق بالكامل، في إطار حملة استهدفت المعالم التاريخية والثقافية في غزة.